# VMware ESXi
VMware ESXi是VMware开发的企业级类型 I（type-1）Hypervisor，用于硬件虚拟化。作为类型 I（type-1）Hypervisor，ESXi不是安装在操作系统上的软件应用程序，而是直接安裝在硬件上并且集成了重要的操作系统组件，如内核。VMware ESXi原名ESX，2010年ESX4.1版本發佈后，VMware将ESX更名为ESXi。